# Neo Geo Pocket
La Neo Geo Pocket es una consola portátil desarrollada por SNK. Fue lanzada en Japón en 1998, y unos meses más tarde en Europa y zonas de Asia.[cita requerida] Fue retirada del mercado en 1999 debido a las bajas ventas del sistema monocromo, dando paso a la Neo Geo Pocket Color, un dispositivo con pantalla a todo color y compatible con los juegos de la Neo Geo Pocket, cuyo lanzamiento en Estados Unidos le permitió competir más fácilmente con el dominante Game Boy Color.
Entre los juegos notables de la consola se encuentran Samurai Shodown, King of Fighters R-1, Sonic the Hedgehog Pocket Adventure y SNK vs. Capcom: The Match of the Millennium.

## Videojuegos
La Neo Geo Pocket Color tiene algunos juegos de sagas clásicas como Metal Slug de Nazca Corporation y SNK, Sonic the Hedgehog de Sega o incluso Pac-Man de Namco. En el caso de Sonic, era la segunda vez que la mascota de SEGA aparecía en un juego para una plataforma que no fuera de la propia compañía.

## Especificaciones técnicas
| tipo      | | información | imagen |
| --------- | --- | --- | ------ |
| CPU       | CPU | Toshiba TLCS900H core (16-bit), 6.144 MHz |        |
| pantalla  | resolución | 160x152 pixeles |        |
| pantalla  | Sprites | 64 sprites por frame, 4 colores por sprite. |        |
| pantalla  | Scroll | 2 planos de scroll, 8x8 character tiles, 4 colores cada una. |        |
| sonido    | Z80 a 3.072 MHz para sonido. | Z80 a 3.072 MHz para sonido. |        |
| sonido    | PSG 6 tonos simultáneos . Sonido estéreo. | |        |
| ram       | - 12k para el cpu 900H - 4k para el chip de sonido Z80 | - 12k para el cpu 900H - 4k para el chip de sonido Z80 |        |
| I/O       | - SIO 1 canal 19200 bps, - puerto serie de 5-pin - mini Jack para audífonos - potenciómetro de volumen y contraste - botones: A, B, power, opción - stick de 4 direcciones(← → ↑ ↓) | - SIO 1 canal 19200 bps, - puerto serie de 5-pin - mini Jack para audífonos - potenciómetro de volumen y contraste - botones: A, B, power, opción - stick de 4 direcciones(← → ↑ ↓) |        |
| ROM       | 64kb boot ROM | 64kb boot ROM |        |
| Cartuchos | Máximo de 8 MB (16 Mbit) con 4-16Mbit de memoria flash. | Máximo de 8 MB (16 Mbit) con 4-16Mbit de memoria flash. |        |
| energía   | - 40 horas con 2 pilas AA. - Batería de tipo boton dl 2032 para la memoria y el reloj.                                                                                              | - 40 horas con 2 pilas AA. - Batería de tipo boton dl 2032 para la memoria y el reloj.                                                                                              |        |

Los cartuchos Neo Geo Pocket son más pequeños que los cartuchos Game Boy.

## Neo Geo Pocket Color
La Neo Geo Pocket Color (ネオジオケットカラー Neo jio poketto karā?), abreviado NGPC, fue la sucesora de la Neo Geo Pocket. Esta videoconsola portátil fue lanzada por SNK en el año fue lanzado el 16 de marzo de 1999 en Japón, el 6 de agosto de 1999 en Norteamérica, y 1 de octubre de 1999 en Europa, tras el fracaso de la consola monocromática Neo Geo Pocket. solo tuvo repercusión en Japón debido a una inversión publicitaria fuera de este país bastante escasa. En Japón, no obstante, llegó a competir con la Game Boy Color de Nintendo, la PocketStation de Sony, y con la WonderSwan Color de Bandai, aunque nunca llegó a manejar el volumen de mercado que consiguió la Game Boy Advance de Nintendo.
Después de un buen comienzo de ventas tanto en los EE. UU. como en Japón con 14 títulos de lanzamiento (un récord en ese momento), el subsiguiente bajo soporte minorista en los EE. UU., la falta de comunicación con los desarrolladores externos por parte de la gerencia estadounidense de SNK, la popularidad de la franquicia Pokémon de Nintendo y la anticipación del Game Boy Advance de 32 bits, y la fuerte competencia de WonderSwan de Bandai en Japón, llevaron a una disminución de las ventas en ambas regiones.
Mientras tanto, SNK había estado en problemas financieros durante al menos un año; la compañía pronto colapsó y fue comprada por el fabricante de pachinko Aruze en enero de 2000. Sin embargo, Aruze no apoyó el negocio de videojuegos de SNK, lo que llevó al fundador original de SNK y a varios otros empleados a irse y formar una nueva compañía, BrezzaSoft. Finalmente, el 13 de junio de 2000, Aruze decidió abandonar los mercados de América del Norte y Europa, marcando el final de las operaciones mundiales de SNK y la interrupción de venta y mantenimiento de hardware y software Neo Geo. Sin embargo, la Neo Geo Pocket Color (y otros productos SNK / Neo Geo) duraron hasta 2001 en Japón. Fue la última consola de videojuegos de SNK, ya que la compañía se declaró en quiebra el 30 de octubre de 2001.
A pesar de su fracaso financiero, ha sido considerado como un sistema influyente. Se lanzaron muchos juegos muy aclamados, como SNK vs. Capcom: The Match of the Millennium, King of Fighters R-2, y otros ports o derivados de MVS y AES. usaba un joystick 'clicky stick' con microswitch de estilo arcade, elogiado por su precisión y por ser adecuado para los juegos de lucha. La pantalla y la duración de la batería de 40 horas también fueron bien recibidas.

## Historia

### Lanzamiento y comercialización en EE. UU.
La versión estadounidense de la Neo Geo Pocket Color tuvo un lanzamiento exclusivo en el sitio web eToys en 1999. eToys también vendió los títulos de lanzamiento inicial en las cajas de plástico con cierre de presión. El sistema debutó en los Estados Unidos con seis títulos de lanzamiento (veinte prometidos para fin de año) y precio minorista de $ 69.95. con 6 colores de unidad diferentes estaban disponibles (azul camuflaje, negro carbón, blanco cristal, azul platino, plata platino y azul piedra) En sus primeros dos meses, el NGPC vendió 25 000 unidades.
Antes de la adquisición de SNK por Aruze, la Neo Geo Pocket Color se anunciaba en la televisión estadounidense y se vendían unidades en todo el país en Wal-Mart, Best Buy, toys "R" Us, y otras grandes cadenas minoristas. Para la temporada navideña en 1999, SNK gastó $ 4 millones en anuncios de televisión que se emitieron en canales, incluidos MTV, Comedy Central, Cartoon Network y Nickelodeon.
Para mayo de 2000, el NGPC tenía una participación de mercado del 2% en el mercado de consolas portátiles de EE. UU. aunque pequeño en comparación con Game Boy y Game Boy Color , fue suficiente para obtener ganancias para SNK USA.

### New Neo Geo Pocket Color

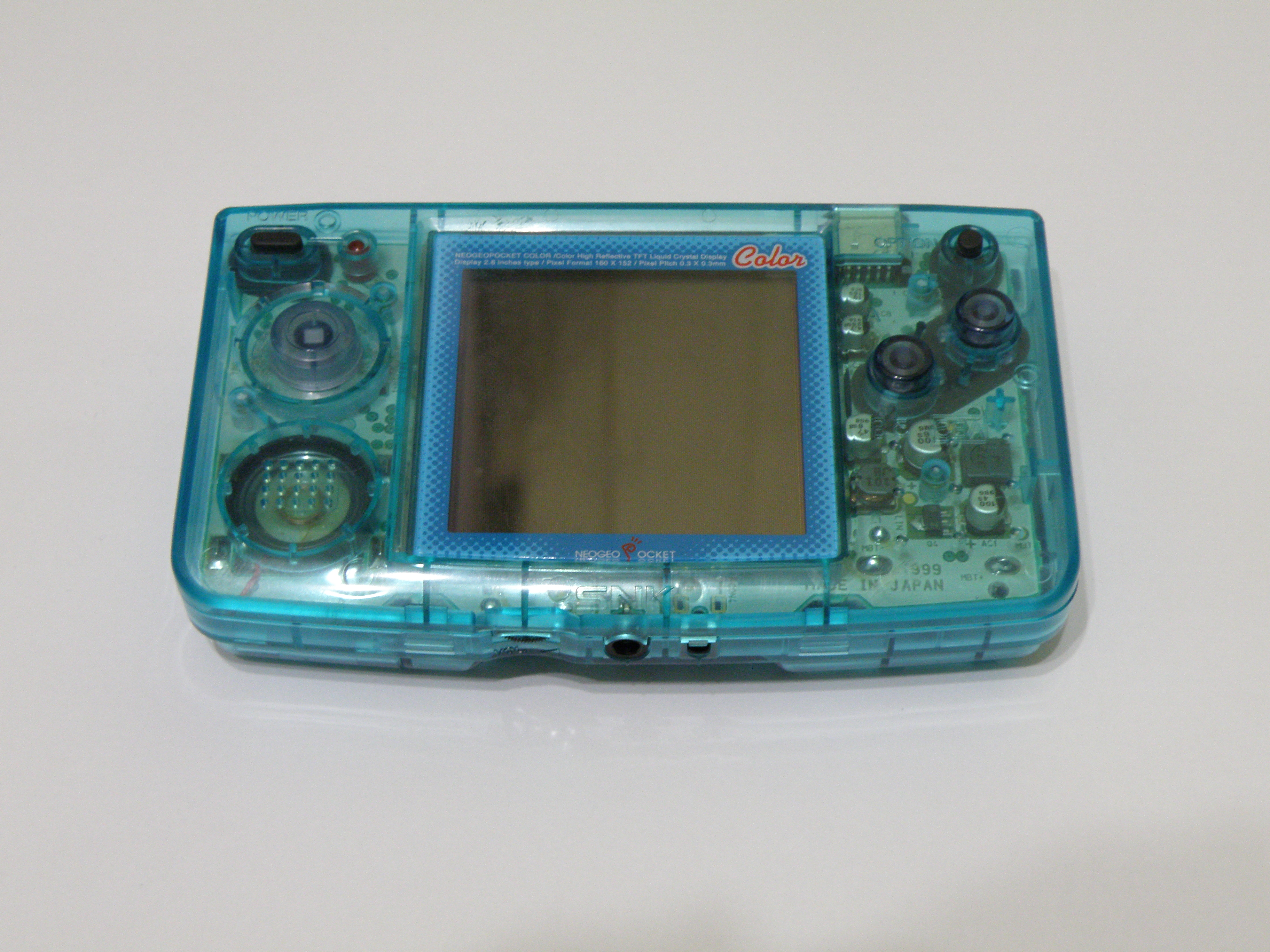
un Neo Geo Pocket Color azul, una variante translúcida solo para Japón

El 21 de octubre de 1999, una versión rediseñada y más delgada llamada New Neo Geo Pocket Color fue lanzado en Japón, a ¥6800. Es 13% más pequeño que la Neo Geo Pocket Color original, con dimensiones de 125 x 73 x 27 mm, y también presenta una salida de sonido mejorada.

### Interrupción occidental
En junio de 2000, Aruze (padre de SNK) decidió suspender todas las operaciones de SNK fuera de Japón. Como resultado, SNK volvió a comprar las acciones restantes para Re empaquetarlas en Asia. SNK recordaba que la mayoría de los sistemas y juegos de fondo eran brilló y revendido en Asia, donde el sistema continuaría vendiéndose y apoyándose. Parte de las existencias de hardware y software NGPC estadounidense comenzó a reaparecer en los mercados estadounidense y asiático en 2003. Estas unidades aparecieron con frecuencia junto con seis juegos despojados de sus estuches y manuales. Dos juegos a menudo incluidos, Faselei! y The Last Blade nunca se lanzados previamente en Estados Unidos, lo que significa que no tienen una caja o manual localizado en los Estados Unidos; sin embargo, estos títulos recibieron un lanzamiento europeo, incorporando una traducción al inglés.
Después de la quiebra de SNK el 30 de octubre de 2001, los derechos de propiedad intelectual se transfirieron colectivamente a la empresa sucesora SNK Playmore (más tarde la segunda generación de SNK), pero el desarrollo de Neo Geo Pocket Color se interrumpió tras la quiebra.

## Características
Estrechamente similar a su predecesor, el diseño tiene dos botones (A-B) en el lado derecho del sistema y un joystick de 4 microswitches de y 8 direcciones a la izquierda. Está diseñado horizontalmente como el Game Gear, en oposición vertical de la Game Boy y el WonderSwan es híbrido de ambos. tiene una pantalla a color en el medio.

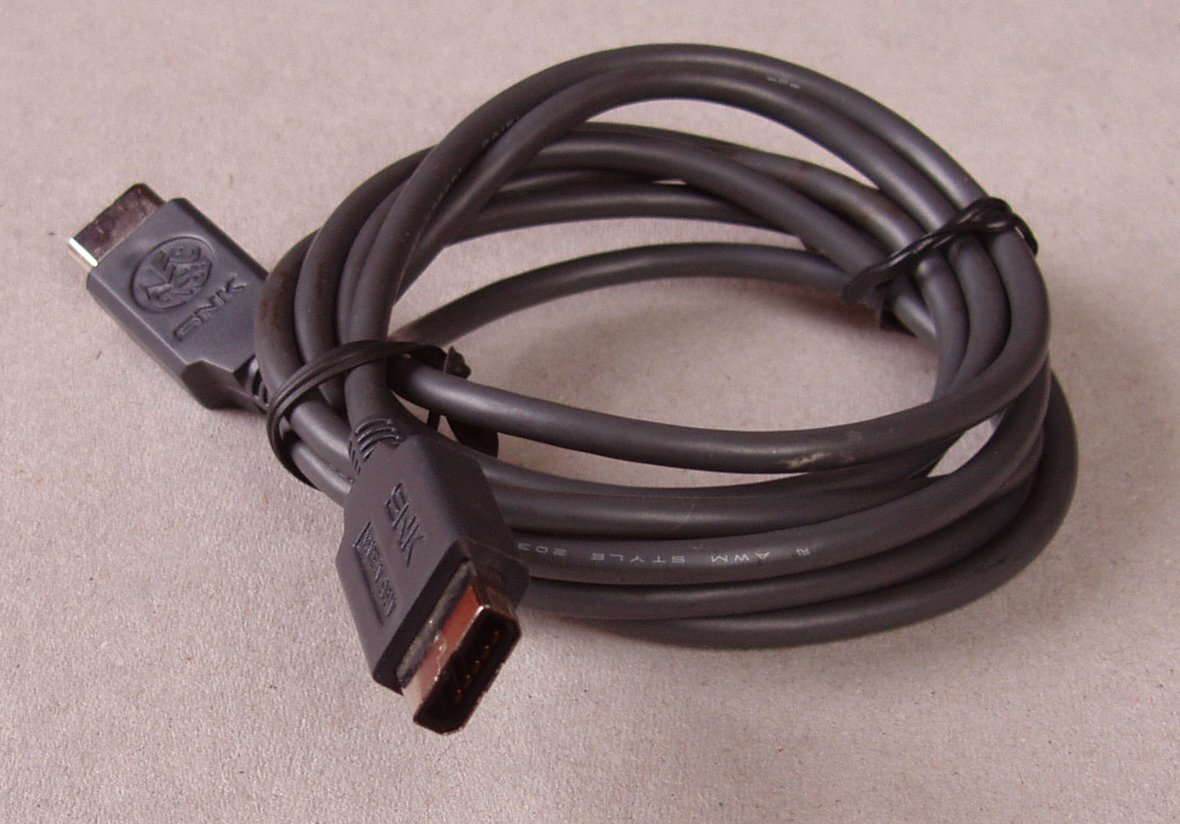
Cable de interconexión con Sega Dreamcast

Similar al Game Boy y sus sucesores, Game Boy Color y Game Boy Advance, la Neo Geo Pocket Color no tiene una pantalla retroiluminada, y los juegos solo se pueden jugar en un área bien iluminada. Como el Game.com, la Neo Geo Pocket Color usa una batería CR2032 para retener la memoria de respaldo y mantener el reloj activo, así como Pilas AA para alimentar el sistema durante el uso. La Neo Geo Pocket Color no tiene bloqueo regional. 
El sistema tiene una configuración de idioma, y los juegos muestran texto en el idioma seleccionado (siempre que el cartucho admita ese idioma). Otras configuraciones incluyen hora y fecha, y el sistema puede proporcionar horóscopos cuando se ingresa una fecha de nacimiento .
Se disponía de cables para vincular múltiples sistemas, así como un cable para conectar el NGPC y el Dreamcast, como parte de una asociación entre SNK y Sega. Los juegos que presentan esta opción son:
- King of Fighters R-2 (conecta con King of Fighters '99 Dream Match y King of Fighters Evolution);

- SNK vs. Capcom: Match of the Millennium (conecta con Capcom vs. SNK)
- SNK vs. Capcom: Card Fighters Clash (conecta con King of Fighters Evolution);
- SNK vs. Capcom: Card Fighters 2 Clash Expand Edition (conecta con Capcom vs Snk)
- Cool Cool Jam (conecta con Cool Cool Toon).